# Smilax subinermis
Smilax subinermis är en enhjärtbladig växtart som beskrevs av Karel Presl. Smilax subinermis ingår i släktet Smilax och familjen Smilacaceae.
Artens utbredningsområde är Peru. Inga underarter finns listade.